# 동방불패
《동방불패》(중국어 간체자: 笑傲江湖之东方不败, 정체자: 笑傲江湖之東方不敗, 병음: Xiào Ào Jiāng Hú zhī Dōng Fāng Bú Bài 샤오아오장후 즈 동팡부바이[*], 영어: Swordsman II)는 1990년 홍콩에서 개봉한 무협영화인 소오강호의 속편이다. 제작자는 서극이며, 감독은 정소동, 당계례이고, 이연걸, 임청하, 관지림, 이가흔, 이자웅, 원결영이 출연하였다.

## 내용
영화 동방불패(東方不敗)는 전편인 소오강호(笑傲江湖)의 흥행으로 만들어진 속편이다. 대한민국에서 개봉일은 1992년 3월 21일(토요일)이며 이 영화의 흥행으로 속편격인 <동방불패2: 풍운재기> (임청하, 왕조현, 우영광 주연)가 제작되어 1993년 국내에서 개봉되었다.

## 줄거리
무림 3대 기서(奇書) 중 하나인 규화보전(葵花寶典)을 얻은 일월신교의 교주 동방불패는 규화보전을 익힘으로써 몸이 여성화되고 마음 또한 여성화가 되어 간다. 술을 마시기를 평소에 즐겨하던 세상에 얽매이지 않는 성격의 화산파 제자 영호충과 우연한 기회에게 만나게 되어 서로의 정확한 정체와 신분은 모르지만 인연이 있게 된다.
일월신교는 그들을 침략해온 일본(다른 말로는 신주(神州)나 동영(東瀛)이라고 부를 때가 있는데 여기서도 동영(東瀛)이라고 한두 번 언급이 된다)의 닌자(忍者)들과 또한 그들과 결탁한 일월신교 내의 구세력인 감옥에서 탈출한 임아행과 그의 부하 향문천에게 교단을 지키기 위해 대항한다.
향문천과 나이를 떠난 막역지교의 친구가 된 영호충이 교주 지위를 찬탈당한 전 교주 임아행과 그의 심복인 향문천과 같이 어울려 다니며 일월신교의 교주 자리를 되찾고 일월신교를 전복하려는 그들의 음모를 돕다가 동방불패를 비롯한 일월신교는 영호충과 임아행과 향문천과 대결하게 된다. 동방불패는 결국 영호충한테 패배하고 절벽에서 추락하고 만다.

## 배역
- 영호충　 역 : 이연걸
- 동방불패 역 : 임청하
- 악령산　 역 : 이가흔
- 임영영　 역 : 관지림
- 남봉황　 역 : 원결영
- 향문천　 역 : 유순
- 원비일월 역 : 전가락
- 임아행　 역 : 임세관
- 복부천군 역 : 이자웅

## 한국판 성우진

### MBC 첫 더빙 (1996년 9월 26일)
- 안지환 - 영호충(이연걸)
- 황윤걸 - 동방불패(남)(임청하)
- 이명숙 - 동방불패(여)(임청하)
- 기경옥 - 임영영(관지림)
- 이진화 - 악영산(이가흔)
- 김명수 - 임아행(임세관)
- 탁재인 - 상문천(유순)
- 김혜경 - 남봉황(원길영)
- 김정신 - 시시(여안안)
- 이종오 - 복부천군(이자웅)
- 이성 - 총관(금양화)
- 이병식 - 홍장군(장국량) / 영호충의 동료(람해한)
- 손원일 - 영호충의 동료(하재주) / 암살자(전가락)
- 안장혁 - 홍장군의 부하(황자양)

### MBC 재더빙 (2002년 12월 21일)
- 김도현 - 영호충(이연걸)
- 박선영 - 동방불패(여)(임청하)
- 최한 - 동방불패(남)(임청하)
- 황일청 - 임아행(임세관)
- 박소라 - 악영산(이가흔)
- 최수진 - 임영영(관지림)
- 김지영 - 남봉황(원길영)
- 이철용 - 상문천(유순)
- 김서영 - 시시(여안안)
- 이상훈 - 핫토리(이자웅)
- 이상범
- 김호성
- 표영재
- 고성일
- 방성준
- 정재헌
- 이원찬

## 수상
- 1993년 제12회 홍콩금상장영화제
  - 의상디자인상 《장숙평 외》

## 같이 보기
- 소오강호
- 동방불패 2 : 풍운재기
- 창해일성소